# Шунозавр
Шунозавр (лат. Shunosaurus) — род растительноядных динозавров из группы Eusauropoda, известный по ряду окаменелостей из среднеюрских отложений Китая (формация Дашаньпу).

## Название
Родовое название Shunosaurus дано в честь древнего названия провинции Сычуань — кит. 蜀, пиньинь Shǔ, палл. Шу, с добавлением корня др.-греч. σαῦρος (sauros) — «ящер, ящерица».

## Описание

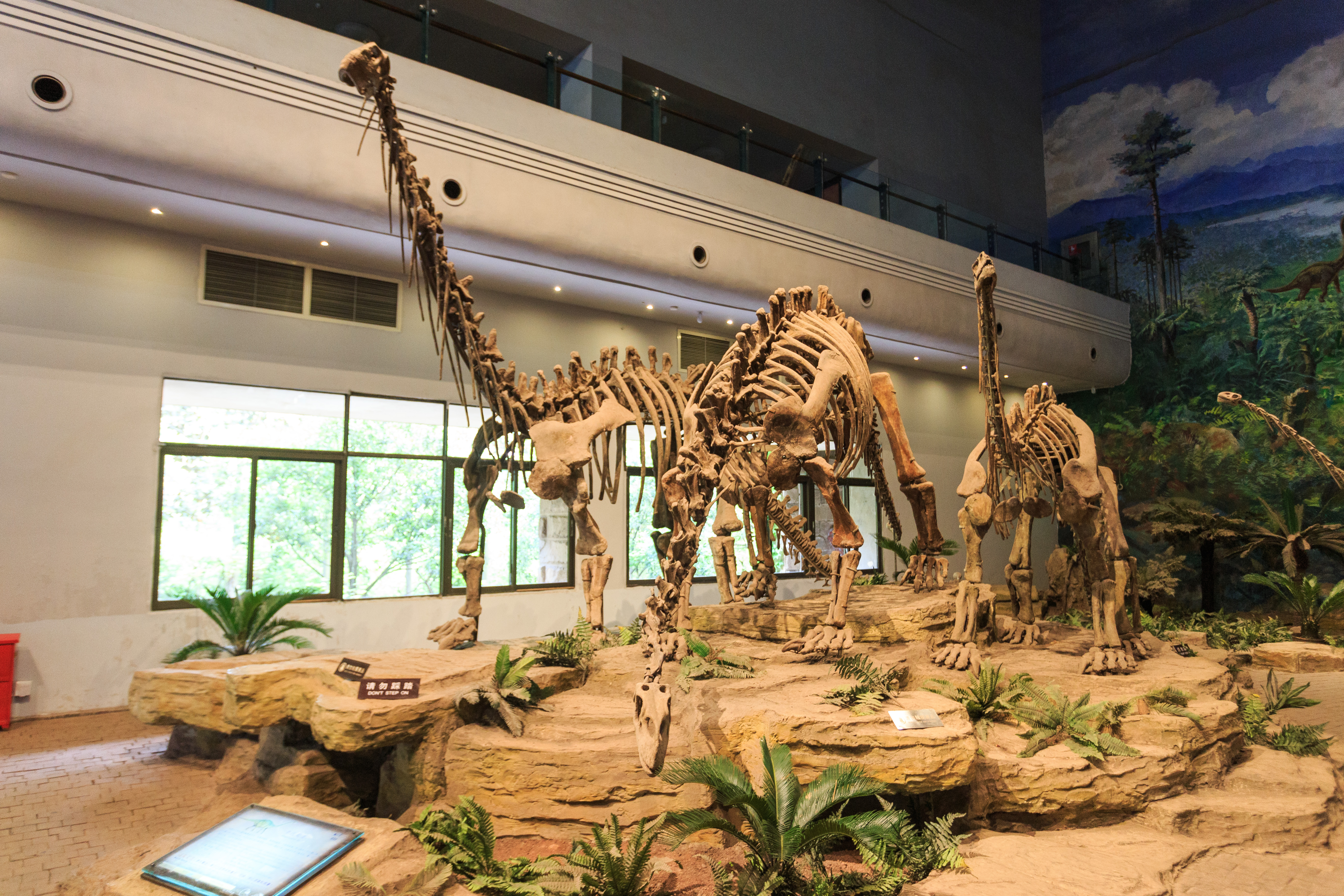
Скелеты, смонтированные в Цзыгунском музее динозавров

Известны останки не менее 20 особей шунозавра, притом многие сохранились очень хорошо, существуют полные образцы.
Размер животного был оценён Грегори Полом в 9,5 метра, вес согласно оценке того же исследователя составлял три тонны.
Шунозавр был достаточно примитивным зауроподом.
Черепная коробка животного была мелкой. Удлинённые челюсти были немного загнуты кверху. Длинные зубы имели форму уплощённых колышков, коронка придавала им сходство с ложкой. Конечности были длинными по сравнению с размерами тела.

### Посткраниальный скелет

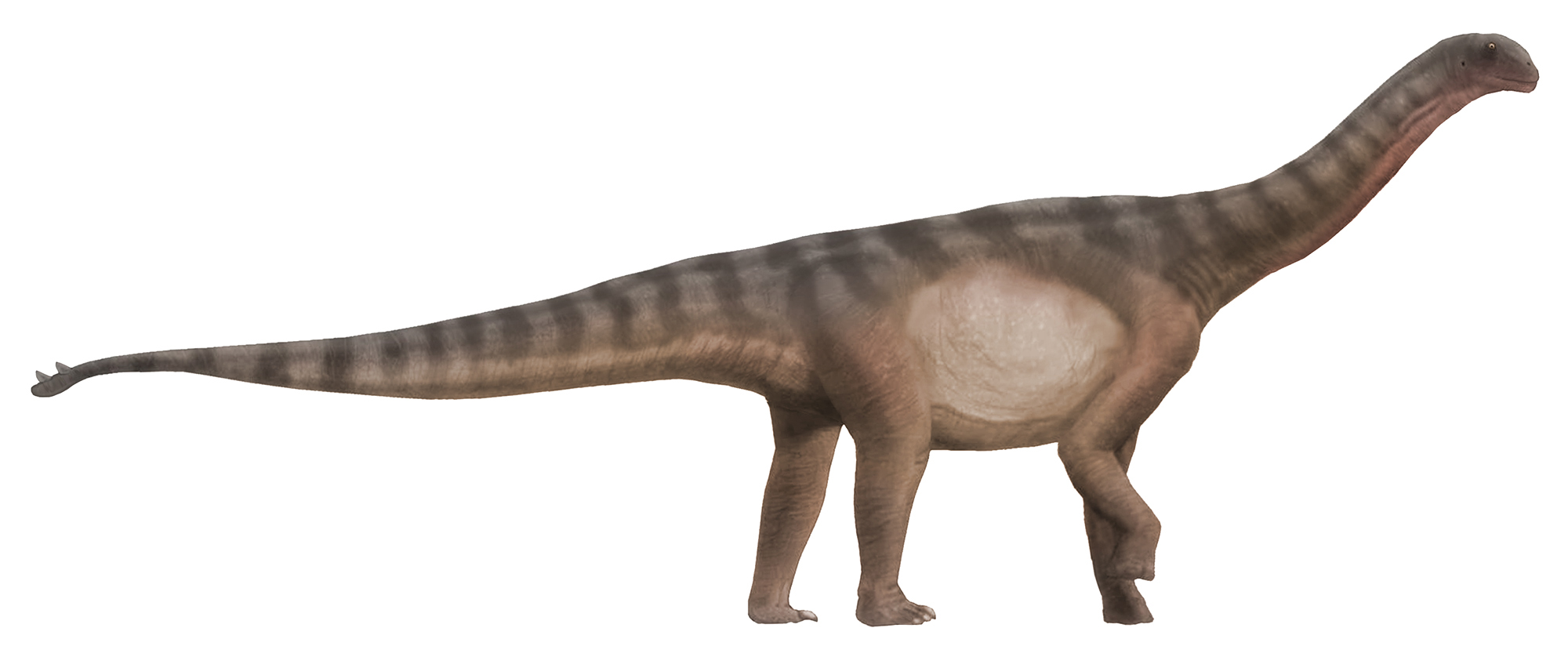
Реконструкция

Шея шунозавра состояла из 12 шейных позвонков, сильно выгнутые отростки которых были направлены назад; мыщелок атланта был развит слабо. Столь короткая шея была нетипична для осевого скелета зауропод и напоминала таковую у брахитрахелопана. Шунозавр имел 13 шейных и 4 крестцовых позвонка; их особенность состояла в строении: они были наполовину пустыми и имели множество выростов, примечательных ярко выраженной направленностью назад. Странно, что между выростами на задней части позвонка и телом следующего позвонка не было большого просвета. Хвост был длиннее остального тела и состоял из 43 хвостовых позвонков, его венчала небольшая костяная булава. На ней имелись два остеодерма конической формы.
Конечности были длинными по сравнению с размерами тела.

## Систематика

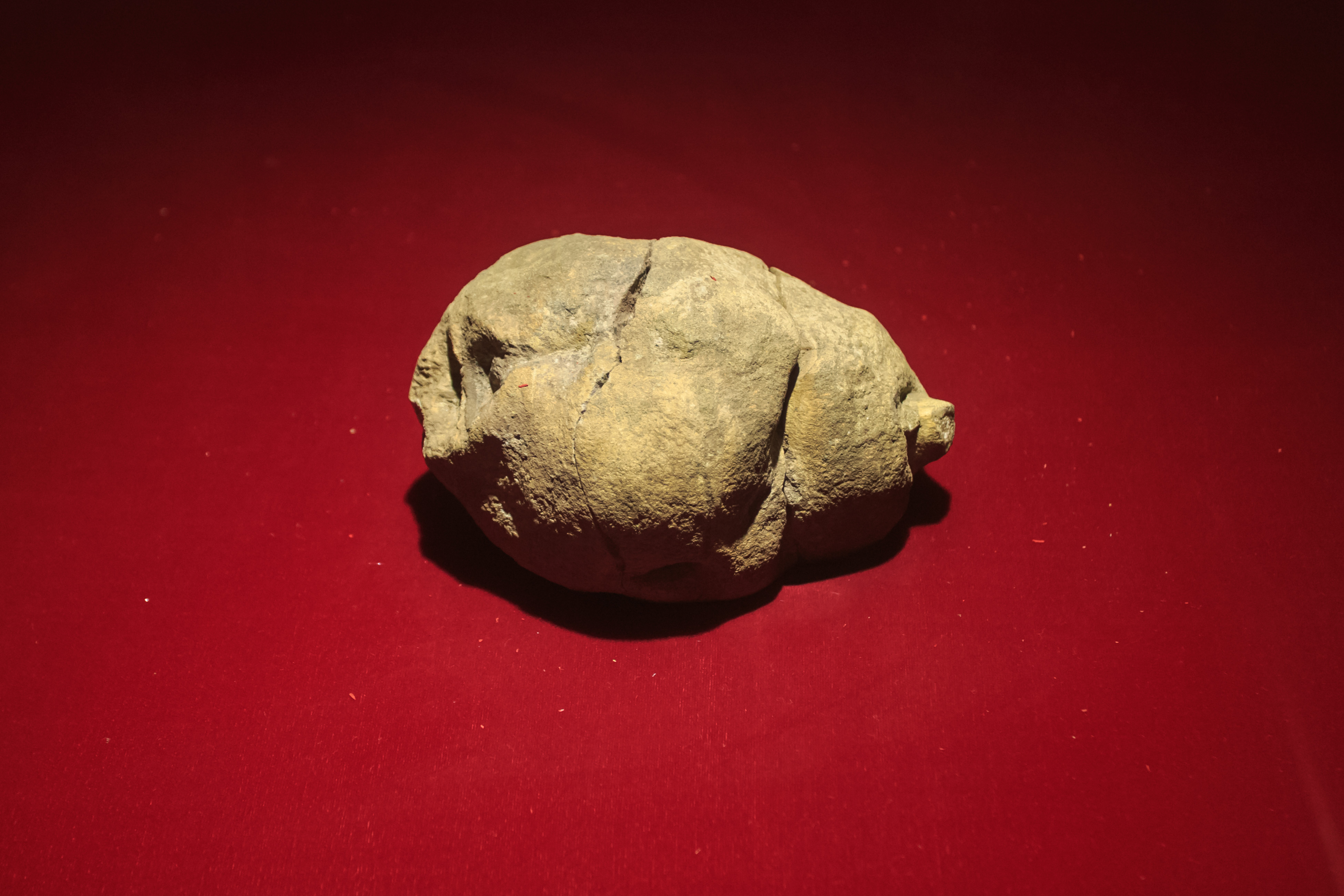
Хвостовая булава шунозавра

Шунозавра изначально относили к семейству Cetiosauridae, сначала к подсемейству Cetiosaurinae, затем выделили в подсемейство Shunosaurinae. В современной систематике последние два названия не используются. Позднее, род стали относить к семейству Omeisauridae.
Ныне считается, что Shunosaurus — часть клады Eusauropoda.

## Палеобиология
Большое количество останков на маленькой площади может служить подтверждением теории о стадности динозавра.